# Félix Micolta
Félix Micolta (sinh ngày 30 tháng 11 năm 1989) là một cầu thủ bóng đá người Colombia.

## Sự nghiệp câu lạc bộ
Félix Micolta hiện đang chơi cho Avispa Fukuoka.